# Sveiva IBK
Sveiva IBK är en innebandyklubb från Stovner i Oslo, Norge. Klubben grundades 13 januari 1994 och har som hemmaarena Stovnerhallen.
Klubbens herrlag och damlag spelar i den norska elitserien. De främsta meriterna är ett norskt mästerskap för damerna och en andraplacering för herrarna.
Klubben har idag 20 lag med nästan 300 aktiva spelare och är därmed en av Norges största innebandyklubbar.